# Nabaziniguima
Nabaziniguima est une localité située dans le département de Tangaye de la province du Yatenga dans la région Nord au Burkina Faso.

## Géographie
Proche de Bemh et de Zougouna avec lesquels il forme un ensemble, Nabaziniguima se trouve à environ 4 km au nord de Tangaye, le chef-lieu du département, et à 13 km à l'ouest du centre de Ouahigouya.

## Économie
L'économie du village repose principalement sur l'agriculture maraîchère et de rente (notamment du coton) facilitée par l'irrigation permise par le lac de retenue du barrage de Namsiguia.

## Santé et éducation
Le centre de soins le plus proche de Nabaziniguima est le centre de santé et de promotion sociale (CSPS) de Tangaye tandis que le centre hospitalier régional (CHR) se trouve à Ouahigouya.